# 푹타이
푹타이(베트남어: Phúc Thái / 福泰 복태 / 1643년 10월 ~ 1649년 10월)는 베트남 후 레 왕조(後黎朝) 진종(眞宗) 레 주이 흐우(黎維祐)의 연호이다.
- 찐 주 군주(섭정) : 찐짱(鄭梉)
- 응우옌 주 군주 : 응우옌 푹 란(阮福瀾) → 응우옌 푹 떤(阮福瀕)
- 버우 주 군주 : 부꽁득(武公悳)

## 개원
- 즈엉호아(陽和) 9년(1643년) 10월에 연호를 푹타이(福泰)로 개원함.[1][2]

- 푹타이(福泰) 7년(1649년) 10월에 연호를 카인득(慶德)으로 개원함.[1][3]

## 연대 대조표
| 푹타이 | 서기 (西紀) | 간지 (干支) | 막 왕조 연호 (까오방 정권) | 응우옌 주 기년  | 명나라 연호 남명 연호           |
| 원년   | 1643년      | 계미 (癸未) | 투언득(順德) 6년           | 상주(上主) 8년  | 숭정(崇禎) 16년                 |
| 2년    | 1644년      | 갑신 (甲申) | 투언득 7년                 | 상주 9년        | 숭정 17년                       |
| 3년    | 1645년      | 을유 (乙酉) | 투언득 8년                 | 상주 10년       | 홍광(弘光) 원년 융무(隆武) 원년 |
| 4년    | 1646년      | 병술 (丙戌) | 투언득 9년                 | 상주 11년       | 융무 2년                        |
| 5년    | 1647년      | 정해 (丁亥) | 투언득 10년                | 상주 12년       | 영력(永曆) 원년                 |
| 6년    | 1648년      | 무자 (戊子) | 투언득 11년                | 상주 13년       | 영력 2년                        |
| 7년    | 1649년      | 기축 (己丑) | 투언득 12년                | 현주(賢主) 원년 | 영력 3년                        |

## 동시대 연호

### 베트남
막 왕조(莫朝)
- 투언득(順德) (1638년 ~ 1661년)

### 중국
명(明)
- 숭정(崇禎) (1628년 ~ 1644년)

남명(南明)
- 의흥(義興) (1644년)
- 홍광(弘光) (1645년)
- 융무(隆武) (1645년 ~ 1646년)
- 감국로(監國魯) (1645년 ~ 1653년)
- 정무(定武) (1646년 ~ 1663년)
- 영력(永曆) (1647년 ~ 1661년)
- 동무(東武) (1648년)

청(淸)
- 숭덕(崇德) (1636년 ~ 1643년)
- 순치(順治) (1644년 ~ 1661년)

대순(大順)
- 영창(永昌) (1644년 ~ 1645년)

대서(大西)
- 대순(大順) (1644년 ~ 1646년)

기타
- 유수분(劉守分) 천정(天定) (1644년)
- 진상행(秦尚行) 중흥(重興) (1644년)
- 호수룡(胡守龍) 청광(清光) (1645년)
- 장이순(蔣爾恂) 중흥(中興) (1647년)
- 장근당(張近堂) 천정(天正) (1648년)

### 일본
- 간에이(寬永) (1624년 ~ 1644년)
- 쇼호(正保) (1644년 ~ 1648년)
- 게이안(慶安) (1648년 ~ 1652년)

## 같이 보기
- 베트남의 연호